# Síndrome de alienación parental
El síndrome de alienación parental (SAP) es un término que fue acuñado por el profesor de psiquiatría Richard Gardner en 1985 para referirse a lo que él describió como un desorden psicopatológico en el cual un niño, de forma permanente, denigra e insulta sin justificación alguna a uno de sus progenitores, (generalmente, pero no exclusivamente, el padre) y se niega a tener contacto con esa persona. Dentro de la comunidad académica, el síndrome de alienación parental (SAP) carece de consenso científico por no reunir los criterios metodológicos científicos necesarios para ser aceptado y por eso se lo considera pseudocientífico. El SAP ha sido rechazado como entidad clínica por las dos instituciones más reconocidas en el mundo en términos de salud y trastornos mentales: la Organización Mundial de la Salud (OMS) y la Asociación Americana de Psicología (APA). Es por eso que no aparece en las listas de trastornos patológicos de ningún manual, ni en el CIE-10 de la OMS ni en el DSM-5 publicado por la Asociación Americana de Psiquiatría. El SAP no se reconoce como un síndrome o un trastorno por las comunidades médicas y legales, y la teoría de Gardner y los estudios relacionados con ella han sido ampliamente criticados por los estudiosos de salud mental y leyes por carecer de validez científica y fiabilidad.
El SAP cuenta con el apoyo de grupos de padres que han sido alejados de sus hijos por causas judiciales, por los abogados que los defienden en casos de divorcio y utilizan el SAP como defensa y, por un grupo de profesionales que trabajan como peritos de parte en estos casos frente a los juzgados. Gardner trabajaba como perito en casos de divorcios conflictivos o destructivos y con el término SAP se refirió al proceso por el cual un progenitor, generalmente la madre, mediante distintas estrategias, realizaría una especie de «lavado de cerebro» para transformar la conciencia de sus hijos con objeto de impedir, obstaculizar o destruir sus vínculos con el otro progenitor, hasta hacerla contradictoria con lo que debería esperarse de su condición amorosa. El diagnóstico del SAP no puede ser separado de su aplicación, la cual generalmente consiste en el cambio de custodia y modificación de conducta tanto del progenitor como de los niños diagnosticados. Por otra parte, la Asociación Americana de Psiquiatría confirmó que, a pesar del pedido de algunos grupos, no incluirá el SAP en su actualización del DSM 5 porque no lo reconoce como síndrome.

## Introducción
Existen publicaciones por profesionales en la materia que apoyan los postulados de Gardner, pero el síndrome no es reconocido como tal o como trastorno alguno por las comunidades médicas legales. Según el doctor William Bernet, profesor emérito de psiquiatría en la Escuela de Medicina de la Universidad de Vanderbilt y uno de los propulsores de que el SAP sea reconocido por el DSM V, el SAP sería un estado mental de un niño cuyos padres están involucrados en un divorcio altamente conflictivo y es influido fuertemente
por uno de ellos rechazando relacionarse con el otro sin justificación legítima. Según el doctor Miguel Lorente Acosta, profesor de Medicina Legal de la Universidad de Granada, «lo que hace el SAP es evitar que se investigue cuáles pueden ser las verdaderas razones para que los hijos e hijas muestren ese rechazo al padre».
El SAP cuenta con el apoyo de grupos de padres que han sido alejados de sus hijos por causas judiciales y hacen lobby en las legislaturas para que aprueben leyes que protejan a los progenitores restringiendo la labor de los servicios de protección y asistencia de la infancia.   También lo defienden abogados que atienden casos de divorcio, los cuales han reunido un cuerpo de literatura, argumentos estandarizados y razonamientos en los que basan la defensa de estos padres alejados de sus hijos.
Una encuesta realizada por internet sobre la opinión de los abogados y jueces con respecto a la salud mental mostró que la gran mayoría de los encuestados se mostraba muy reacio a apoyar el concepto de Síndrome de Alienación Parental y consideraba que el SAP no reúne criterios mínimos de admisibilidad para ser aceptado en la Corte.
En tercer lugar defienden la existencia del síndrome un grupo de profesionales que trabajan como peritos de parte en casos de divorcios controvertidos sosteniendo que los niños son manipulados por sus madres para realizar o consentir falsas denuncias de abuso o maltrato. El rechazo de un niño hacia su progenitor o la presencia de conflicto entre los padres en casos de divorcio no le otorga categoría de diagnóstico clínico al SAP y por ese motivo no es reconocido como un síndrome o un trastorno entre las comunidades académicas médicas y jurídicas. Los postulados de Richard Gardner y los estudios relacionados con ellos han sido ampliamente criticados por los estudiosos de la salud mental y de las leyes por carecer de validez científica y fiabilidad. Estos planteos sostienen que el SAP pretende hacer pasar por investigación lo que es opinión poco rigurosa. 
Por otra parte, los partidarios de las postulaciones de Richard Gardner sostienen que existe un desconocimiento por parte de los terapeutas y falta de recursos de los profesionales para tratar el problema de forma adecuada.  También reclaman un endurecimiento de las leyes y solicitan que alejen de sus hijos y encarcelen a aquellas madres que no permitan al padre tener contacto con los mismos. 
En su página web la American Psychological Association (APA) hace una declaración oficial oponiéndose al SAP, expresando los peligros de descreer de los niños abusados y criticando a la corte cuando no los escuchan. Aseguran que los estudios empíricos demuestran que no existe tal incremento de acusaciones falsas durante los divorcios.
Hasta el momento Brasil es el único país que reconoce, regula y condena el SAP.
En el resto de los países, excepto casos aislados de jueces concretos, en el ámbito judicial el SAP es rechazado como argumento de prueba pericial en los juzgados de familia. Incluso las Naciones Unidas se oponen al uso del diagnóstico.
El objetivo pragmático del tratamiento es doble: conseguir el cambio de custodia y modificar a través del tratamiento la conducta del progenitor y de los niños que son diagnosticados.

## Etiología
Richard Gardner expuso que, habitualmente, es un fenómeno desencadenado por uno de los progenitores respecto del otro. Gardner dice que, a pesar de que el trastorno puede darse en ambos progenitores, generalmente se trata de madres paranoicas que están profundamente obsesionadas con el odio hacia sus maridos. Este odio aparece luego de la ruptura del matrimonio en el contexto de un juicio de divorcio o por la custodia de los hijos. Estas madres pueden creer en las situaciones más absurdas, incluso que sus hijos han sido abusados sexualmente por el padre y, aunque se les explique en el tratamiento que esto es imposible, no responden a la lógica o a las apelaciones a la razón. Los hijos, en los casos más graves, a menudo comparten estas fantasías paranoides y llegan al extremo de ser presas del pánico ante la perspectiva de tener que visitar a su padre. Se trata de un vínculo patológico entre la madre y los niños que no puede ser cambiado por el tratamiento mientras estos niños continuen conviviendo con su madre.

## Cuadro clínico
Richard Gardner distingue tres grados de SAP: leve, moderado y grave, aconsejando diversas formas de actuación para cada uno de ellos y destacando la importancia de distinguir como se debe proceder en cada caso.
Es característico que los hijos estén involucrados en el proceso de deterioro, hecho que logra provocar el progenitor «alienador» mediante un mensaje y un programa constituyendo lo que normalmente se denomina «lavado de cerebro». Los hijos que sufren este síndrome, desarrollan un odio patológico e injustificado hacia el progenitor alienado que tiene consecuencias devastadoras en el desarrollo físico y psicológico de éstos. Algunas veces, sin llegar a sentir odio, el SAP provoca en el niño un deterioro de la imagen que tiene del progenitor «alienado», resultando de mucho menos valor sentimental o social que la que cualquier niño tiene y necesita de sus progenitores, consecuentemente el niño no se siente orgulloso de su padre como los demás niños. Esta forma más sutil, que se servirá de la omisión-negación de todo lo referente a la persona «alienada» (padre o madre) no producirá daños físicos en los menores, pero sí en su desarrollo psicológico a largo plazo, cuando en la edad adulta ejerzan su rol de progenitores. El síndrome de alienación parental es considerado por Gardner como una forma de maltrato infantil. 

### Síntomas
Para diagnosticar se proponen ocho síntomas recurrentes:
1. Una campaña de denigración al otro progenitor (un progenitor lesiona la imagen que tiene el niño del otro).
2. Racionalizaciones débiles, frívolas o absurdas para esta descalificación. El niño puede manifestar rabia intensa y quejarse de que el padre alienado lo trata mal, aduciendo, por ejemplo, que lo manda a acostarse temprano, o que no lo deja ver su programa favorito.
3. Ausencia de ambivalencia. Todo es bueno en uno de los progenitores y todo malo en el otro.
4. El niño adopta como propias las descalificaciones hacia el padre alienado, y niega la influencia de otros en sus creencias. Este fenómeno se ha denominado «pensador independiente».
5. El niño apoya incondicionalmente a la madre alienante, sin cuestionar la validez de sus juicios hacia el padre rechazado.
6. El niño manifiesta ausencia de culpa por la crueldad esgrimida hacia el padre alienado, comportamiento que no sería permitido en otras circunstancias. Mi papá me mandó un regalo para mi cumpleaños y yo lo tiré a la basura. Si me llama por teléfono, no le contesto. La madre avalaba esta conducta.
7. Hay presencia de argumentos «prestados» (o adultizados).
8. La animosidad hacia el padre alienado se extiende hacia amigos o parientes de la familia.

### Diagnóstico
El diagnóstico diferencial del Síndrome de Alienación Parental requiere que no exista maltrato previo, psicológico o físico, a la madre y los hijos, por parte del progenitor alienado Estos son algunos indicadores típicos que permitirían detectar si existen síntomas del Síndrome de Alienación Parental:
- Insultar o desvalorizar al otro progenitor en presencia del hijo, aludiendo cuestiones de pareja que no tienen nada que ver con el vínculo parental.
- Impedir el derecho de convivencia con sus hijos al otro progenitor.
- Implicar al entorno familiar y a los amigos en los ataques al ex-cónyuge.
- Subestimar o ridiculizar los sentimientos de los niños hacia el otro progenitor.
- Incentivar o premiar la conducta despectiva y de rechazo hacia el otro progenitor (basta con que los niños vean que esa actitud hace feliz a la madre o al padre, para ofrecer su dolor y así reconfortar al adulto alienador).
- Influir en los niños con mentiras sobre el otro llegando a asustarlos. En los niños, el Síndrome de Alienación Parental puede detectarse cuando intentan justificar el rechazo con explicaciones o razones absurdas e incoherentes. En ocasiones, también pueden usar diálogos o frases propias de su progenitor alienador, y palabras o comentarios impropios de su edad.

### Epidemiología
Se desconoce en qué porcentaje de divorcios (o separaciones) se produce el Síndrome. En la literatura hay pocos datos. Clawar y Rivlin, mencionan un estudio de 12 años, de 700 a 1 000 niños con Síndrome, pero afirman que el sistema legal en Estados Unidos no tiene mecanismos adecuados para dar cifras claras al respecto.
Johnston, argumenta que un porcentaje pequeño de familias en divorcio (alrededor de 1,5% de los casos) requieren intervenciones que determinen judicialmente la custodia de los niños en casos de graves conflictos.
Cartié, reporta que el SAP, en un estudio realizado en las provincias de Barcelona y Tarragona, España, se presentó en el 10% de los casos de divorcio.

### Tratamiento
El enfoque se centra en cambiar las cognición del niño sobre el padre  y en abordar la forma que los padres llevan a cabo su divorcio. Para Gardner se trata de «desprogramar» al niño y obligarlo a aceptar al padre rechazado.
Para esto sugiere visitas obligatorias al padre y, en los casos más extremos, el cambio de custodia y la mudanza del niño a la casa de éste. El diagnóstico del SAP se basa en el grado de éxito que tuvo la madre en «adoctrinar» a su hijo: cuanto mayor es la hostilidad del niño hacia su padre y más lo rechaza, más severo es el SAP y más extremo debe ser el tratamiento. Según Gardner no solo la madre puede ser la programadora y la que le lava el cerebro a sus hijos, a veces la hermana mayor, con la falsa creencia de haber sido ella misma abusada puede serlo. Gardner da el ejemplo de una niña de seis años (Sally) adoctrinando a sus hermanitos.
Pero como, según Gardner, en la mayoría de los casos es la madre la favorecida y el padre el denigrado no se debe permitir a la madre elegir terapeuta porque elegirá una terapeuta femenina que será antagonista de los hombres y desarrollará una folie-à-deux o Trastorno psicótico compartido o incluso una «folie-à-trois» tomando partido por el niño y la madre. Esto debe ser prohibido por la corte y la madre debe ser obligada a tratarse con el terapeuta de la corte porque su propia terapeuta podría servirle de apoyo.
El único terapeuta aceptado tiene que ser el psicólogo o psiquiatra que diagnosticó el SAP, el mismo que en muchos casos propuso la medida de cambio de custodia del padre a la madre durante el litigio.
Gardner propone que la corte impida que la terapeuta de la madre, que siempre será otra mujer, sea la que trate al niño o a la niña. porque en muchos casos no es posible realizar ningún tratamiento mientras estos niños continúen viviendo con su madre. En los casos de mayor gravedad el elemento más importante del tratamiento es la inmediata transferencia del niño al hogar del así llamado padre odiado. Esto se recomienda tanto para casos de SAP severo como para algunos de SAP moderado para impedir que el SAP progrese hacia el tipo severo.
La presencia de SAP es lo que determina la recomendación que el terapeuta le hace a la corte de cambio de custodia.
El padre «alienado» debe seguir estrictamente las indicaciones del terapeuta. Para Gardner la mudanza permanente al hogar paterno es fundamental en los casos en los que la única manera de que el niño tenga relación con su padre es forzándolo.
Es fundamental para darle solución al síndrome de alienación parental que los padres tomen consciencia del profundo daño que les pueden hacer a sus hijos, ya que en la mayoría de los casos no son conscientes de las repercusiones que esto puede traerles a corto y a largo plazo.
1. Es necesario que el padre alienador reciba ayuda de un profesional para sanar esas heridas emocionales que probablemente tenga desde la infancia.
2. Promover la mejora de la relación entre ambos progenitores. Para ello, se puede recurrir a un profesional para que puedan llevarse lo mejor posible y actuar en beneficio de los hijos.
3. Mejorar la comunicación con los hijos para que tengan la confianza de expresar lo que sienten abiertamente y, así mismo, ayudarlos a superar sus miedos y resolver sus dudas.
4. Cada vez que se pretenda hablar mal de la expareja, recordar el profundo daño que esto le hace a los hijos y evitar hacerlo.
5. Mantener el contacto con los hijos, detectar y cubrir sus necesidades.
6. Llevar a los hijos a que sean evaluados por un psicólogo para detectar sus necesidades y resolver esos conflictos internos generados por el mismo síndrome.
7. Mantener claro y firme el objetivo de velar por el bienestar físico y psicológico de los hijos.
8. Conversar con el padre alienador de manera pacífica e insistir para que tome consciencia del daño que le está provocando a sus hijos y mantenerse firme en cuanto a que se lleven a cabo las reglas y normas establecidas como las visitas, el contacto telefónico frecuente con ellos, el mantenerse al tanto de lo que les ocurre, etc.

En muchos casos lo que sucede es que al padre le resulta imposible lograr la aceptación del niño para llevárselo a su casa. Estos niños, si se los lleva a la fuerza, suelen escaparse y hacer todo lo posible por volver con su madre. Entonces la única esperanza de que el niño sea protegido de la mala influencia de su madre es el traslado o mudanza de éste a la casa del padre.
Según Gardner el enfoque terapéutico implica un grado significativo de manipulación de la gente. Los terapeutas que trabajan con niños del SAP deben sentirse cómodos con métodos alternativos de terapia, una terapia que implica un enfoque autoritario al tratamiento.
Los terapeutas deben saber exactamente qué amenazas pueden utilizar para dar apoyo a sus sugerencias, instrucciones e incluso manipulaciones. Ellos deben reconocer que hacer lo que los niños piden puede no ser lo mejor para ellos. Lo que es el mejor interés en los casos de SAP es que los niños sean forzados a visitar al padre alienado. Los terapeutas que no se sientan cómodos con lo que él denomina la terapia de la amenaza (después de todo, dice Gardner, la vida está llena de amenazas) no deben trabajar con las familias de SAP. Terapeutas que reconocen como válidos los deseos de sus pacientes y consideran que es terapéuticamente contraindicado presionar o realizar coerción sobre el paciente no son buenos candidatos para este tipo de terapia.
Lo mismo sucede con los custodios de la corte quienes muchas veces no apoyan las maniobras coercitivas del terapeuta.
Antes de solicitar el cambio de custodia, como las madres siempre se resisten a las visitas del padre, se pueden utilizar diferentes recursos. Una posibilidad es amenazar a la madre con que la única manera de que ella pueda ver a sus hijos es que ella permita que visiten al padre en su casa, sino se los sacarán. Gardner llama a esto: «intercambio de prisioneros».
Si no da resultado, finalmente propone la amenaza económica y de la cárcel para la madre, y la amenaza de internar al niño en un hospital psiquiátrico convencen a la mayoría de estas mujeres a aceptar el traslado.
Si esta etapa no diera resultado y el niño siguiera sin aceptar plenamente a su progenitor otra consideración, si el niño insiste en escaparse y sobre todo para niños más pequeños, sería una internación en una casa de acogida o refugio temporal primero, en un hospital psiquiátrico en segundo lugar o en un centro reformatorio para delincuentes si éstos no funcionaran.
Esto tiene un sentido punitivo y podría ayudar a tales niños a replantear su decisión de no visitar al padre.
El propósito principal de este programa terapéutico es reforzar la separación de la madre y el niño para proteger al niño de la campaña de manipulación y programación de ésta. Durante esta fase se debe evitar todo contacto con la madre incluyendo llamadas telefónicas o correo. Cuando se reinician las visitas al hogar del padre se debe prohibir todo acercamiento de la madre so pena de encarcelamiento u hospitalización para la misma.
En casos extremos conviene separar del todo al niño de la madre por meses incluso años. 
El darse cuenta de que no podrán volver a su hogar y que, si insisten en rebelarse, su permanencia durará más tiempo fuera de casa, ayudará a que los niños se den por vencidos y finalmente acepten mudarse a la casa del padre.
Los terapeutas que creen que deben respetar los reclamos del niño cuando llora que quiere ver a su madre en realidad lo están perjudicando porque verla contribuye al afianzamiento de la alienación. Gardner sostiene que un terapeuta debe tener la piel bien curtida para soportar los reclamos del niño sin acceder a sus caprichos.
No se debe respetar al niño cuando se opone a visitar al padre alienado. No se lo debe escuchar pues tomar en serio las acusaciones de maltrato o abuso sexual hechas por un niño SAP es un grave error. No se les debe permitir insistir en sus acusaciones de abuso sexual porque el terapeuta sabe que son falsas. Es antiterapéutico escuchar estas falsas acusaciones. Lo terapéutico es decirle al niño que eso no ocurrió. Los niños pueden haber fabricado estas acusaciones y fantasías sexuales por sí mismos o haber sido programados por su madre. Una manera que tiene el terapeuta de confirmar que la acusación es falsa es carear al niño denunciante con su padre porque en el enfrentamiento cara a cara estos niños no logran sostener su acusación y suelen retractarse.
Para Gardner no se puede prestar atención a las quejas del niño sobre la crueldad del terapeuta que lo obliga a visitar al padre «alienado» porque en realidad los niños quieren ser obligados a visitar al padre.
El problema con estos niños radica en que comparten las mismas fantasías paranoides de sus madres con respecto a sus padres y también creen que fueron abusados. Al llevarlos a la casa del padre algunos llegan a tener un ataque de pánico o quedan tan paralizados de terror al verlo que se escapan corriendo. Estos niños no sienten ningún remordimiento por como tratan a su padre y muestran una completa falta de gratitud por los regalos recibidos y la manutención económica que reciben de él, llegando al extremo de presentar características psicopáticas por su ausencia de culpa y su insensibilidad ante el sufrimiento de su progenitor al punto de rechazar o destruir sus regalos.
En el tratamiento del SAP según Gardner, a diferencia del resto de los tratamientos psicoterapéuticos, la confidencialidad no existe, el terapeuta puede darle información del paciente a los abogados y también puede solicitar al juzgado la aplicación de sanciones para la madre que se resista sugiriendo al juez la reducción de la cuota alimentaria (aunque no funciona en los casos en que el padre no pasa dinero o no paga alimentos), la aplicación de multas, arresto domiciliario, servicios comunitarios obligatorios o la encarcelación. 
Gardner lamenta no haber logrado convencer a los jueces de encarcelar a las madres reacias al tratamiento.
Muchas veces no alcanza con las amenazas y es necesario que las sanciones sean aplicadas para que tanto la «alienadora» como sus hijos entiendan que la amenaza de la corte es en serio. entonces responderán positivamente a las sanciones y al programa terapéutico del SAP. Sin embargo, el objetivo del tratamiento no es alejar definitivamente a los hijos de sus madres sino desprogramarlos, razón por lo cual si se logran reducir las manipulaciones se pueden realizar visitas a la madre supervisadas por el terapeuta para evitar un nuevo adoctrinamiento.
El SAP es un excelente ejemplo de un desorden psiquiátrico en el cual los profesionales tanto de la salud mental como de la ley deben trabajar en conjunto para ayudar a estos niños. Ninguna de estas disciplinas puede hacerlo si la otra no está involucrada. Los trabajadores de la salud mental necesitan del apoyo del poder de la corte para implementar sus recomendaciones y la corte necesita de la ayuda de los profesionales de la salud mental para conducir una terapia adecuada. Si el juzgado no impone sanciones la terapia no funciona. Sin el poder de la corte el terapeuta no podría manipular al paciente ni forzarlo y esta terapia no sería posible.
Para mostrarnos cómo funciona el tratamiento, en su artículo «Terapia familiar en el tipo moderado de síndrome de alienación parental» , Gardner publica una viñeta clínica de lo que él describe como un diálogo típico en la terapia del SAP. Se trata de una niña de seis años que se niega a visitar a su padre en su casa durante un fin de semana entero aunque acepta verlo durante una o dos horas en presencia de un asistente social:

Gardner: - ¿Qué harías si el juez te dice que si no vas a pasar el fin de semana con tu padre, él dejará de pasar la cuota de alimentos a tu madre durante una semana?

Paciente: - Igual no iría a visitarlo, conseguiría un trabajo y le daría yo el dinero a mi madre.

Gardner: - ¿Qué harías si el juez te dice que si no vas le dejaría de pasar dinero a tu madre para siempre y ella se quedara sin nada de dinero?

Paciente: - Si es necesario yo y mis dos hermanos pequeños saldríamos a trabajar para mantenernos pero no vería a mi padre.

Gardner: - ¿Qué harías si el juez te dice que si no vas este fin de semana a ver a tu padre el juez llevaría a tu madre a la cárcel todo el fin de semana?

Paciente: - Mi madre dice que, si yo no quiero ir y me siento incómoda con él, ella soportaría ir a la cárcel antes que yo me vea obligada a hacer algo que no quiero.

Gardner: - ¿Qué harías si el juez dice que la va a dejar en la cárcel el tiempo que sea necesario hasta que tu vayas a ver a tu padre y te quedes con él?

Paciente: - Iría a verlo.

Otros autores comparten este criterio de Gardner de que es necesario quitarle la custodia a la madre «alienante» y dársela al padre «alienado». Como la indicación de los terapeutas que trabajan con el síndrome suele ser esta, existen pedidos explícitos de que el cambio de custodia se haga efectivo.

### Consecuencias
Según el SAP los niños que sufren este síndrome padecen perturbaciones y disfunciones debido a que sus propios procesos de razonamiento han sido interrumpidos o coaccionados. Los menores que sufren esto, relacionan sus frustraciones con los pensamientos o recuerdos asociados al progenitor alienado, y por tanto desarrollarán conforme vayan creciendo, tendencia a proyectar toda su negatividad psicológica sobre la imagen que tienen de tal progenitor, lo que termina por destruirla y por extensión a la relación. Para ello, el progenitor «alienante», trae a colación la persona del «alienado», sólo en los momentos en que el menor sufre alguna frustración; lo hacen sistemáticamente, es decir, en todas las ocasiones posibles antes explicadas, al tiempo que omiten toda referencia a la misma persona, sistemáticamente en todos los momentos en que el niño esté de buen ánimo. Esta polarización de frustraciones que asocia toda la negatividad mental del menor con su progenitor alienado o su imagen, es dirigida por manipulación consciente del alienante, sirviéndose de su prevalencia sobre el niño/niña.
El Departamento de Justicia de Canadá declara que no existen evidencias empíricas sobre la existencia del SAP y, aclara que en circunstancias en las que uno o ambos de los progenitores activamente intentan disponer al niño en contra del otro, aunque efectivamente esto causa al niño sufrimiento emocional, la observación empírica indica que el niño procura por el contrario mantener la relación con ambos progenitores. También indica que, en aquellos casos en los que finalmente toma partido, lo suele hacer por aquel progenitor que se muestra más afectivo y cercano.

## Controversias
Para la Asociación Mundial de Psiquiatría (World Psychiatric Association), la Asociación Médica Americana (American Medical Association), la Organización Mundial de la Salud y la Asociación Americana de Psiquiatría - que publica el Manual diagnóstico y estadístico de los trastornos mentales - el SAP no constituye una entidad médica ni clínica y por eso las dos principales categorizadoras del diagnóstico psicopatológico profesional a escala mundial el CIE-10 y el DSM rechazaron su inclusión en la lista de síndromes. No ha sido reconocido ni en el DSM-III-R (1987), ni por el DSM-IV, (1994) ni por el DSM-IV-R (2000). Gardner siguió insistiendo hasta su muerte en el pedido de inclusión en el DSM-V.
Profesionales que consideran al SAP (PAS) un invento acientífico para enmascarar el abuso sexual infantil, han mostrado su preocupación por el intento de incorporarlo junto al PCD (Paraphilic Coercive Disorder para los violadores, el cual reclasificaría un acto de violencia sexual punible judicialmente en una enfermedad mental con el riesgo de que los perpetradores se declaren inimputables) proponiéndolo desde el DSM-III-R y nuevamente en el DSM V.
Los puntos controversiales son los siguientes:
- Método científico: El principal cuestionamiento que le hacen al SAP es que Gardner no aporta ningún dato empírico para demostrar su existencia y apela exclusivamente a su autoridad y experiencia.

- Diagnóstico del SAP: El SAP contradice todos los criterios metodológicos y médicos de diagnóstico.

- El diagnóstico del SAP no es médico sino jurídico: Este cuestionamiento se basa en que el SAP nunca fue diagnosticado fuera de un litigio por custodia.

- Acusaciones de abuso sexual: Se refiere a los motivos por los cuales el menor rechaza a uno de sus padres. En vez de investigar las causas del rechazo el SAP da por sentado que las acusaciones de maltrato o de abuso sexual por parte del niño son falsas. Gardner no explica en que se basa para diferenciar falsas acusaciones de verdaderas.

- Transgresiones a la ética profesional: El secreto profesional no es protegido. El psicólogo decide si las acusaciones del niño son falsas. El tratamiento lo realiza el mismo perito judicial que diagnostica el SAP.

- Misoginia: Se le cuestiona la adjudicación del papel de progenitor alienador siempre a las madres. Su antecedente es el “síndrome de la madre maliciosa”.

- Vulneración de los derechos del niño: El concepto de niño del SAP no es el de un sujeto con derechos sino el de un ser sin deseos, sentimientos o palabra propia y sin derecho a ser escuchado o respetado.

### Método científico
El principal cuestionamiento que le hacen al SAP es que Gardner no aporta ningún dato empírico para demostrar su existencia y apela exclusivamente a su autoridad y experiencia. El método científico implícitamente requiere la existencia de la comunidad científica, donde el proceso de revisión por pares es llevado a cabo. Gardner publicó sus propias obras, ya con sus conclusiones, pero sus supuestas investigaciones nunca fueron publicadas ni revisadas en revistas científicas por sus pares. Gardner plantea que en una explosión de disputas por custodia de niños en los últimos años ha observado un trastorno en los niños que aparece exclusivamente durante estas disputas pero se basa exclusivamente en una percepción personal y no presenta estudios estadísticos fiables. El concepto de SAP fue elaborado a través de argumentos que no son válidos para el método científico sino que pueden ser considerados falacias: la aplicación de analogías, el pensamiento circular y la apelación constante a la autoridad. La Escala de Validación del abuso o SAL que ideó Gardner adolece de muchos problemas metodológicos, en sus parámetros y en sus puntuaciones los cuales miden un único enfoque. Esto es: está basada enteramente en la observación personal del autor de un desconocido número de casos observados en una práctica forense. Aunque las referencias aluden a estudios llevados a cabo entre 1982 y 1987 estos nunca fueron publicados, no fueron reportados, no fueron validados por pares (peer review) y son de validez desconocida. En ciencias médicas solo una precisión correlativa y laboriosa de los síntomas y las causas permite realizar un diagnóstico. Sutilezas no coordenadas no pueden pretender determinar una estructura psicológica. El verdadero espíritu científico no se satisface simplemente ligando elementos descriptivos de un fenómeno conocido otorgándole un nombre científico para definir un diagnóstico médico.
Gardner plantea que en una explosión de disputas por custodia de niños en los últimos años ha observado un trastorno en los niños que aparece exclusivamente durante estas disputas pero se basa exclusivamente en una percepción personal y no presenta estudios estadísticos fiables. El concepto de SAP fue elaborado a través de argumentos que no son válidos para el método científico sino que pueden ser considerados falacias: la aplicación de analogías, el pensamiento circular y la apelación constante a la autoridad. Por eso sus trabajos sobre el SAP nunca fueron aceptados para su publicación por ninguna universidad o sociedad científica. Gardner publicó todos sus libros en una editorial de su propiedad, Creative Therapeutics. Esta editorial nunca publicó libros de otros autores.
El conocimiento científico es abstracto mientras que el precientífico, acientífico, anticientífico o pseudocientífico, es básico e intuitivo. Para éste una hipótesis se apoya en una experiencia personal, en una profunda convicción, en un prejuicio y no en evidencias racionales. Le basta con encontrar una actividad sustancial para explicar todas las particularidades, hace un medio absoluto de explicación de un fenómeno aislado sofocando cualquier pregunta. Para el espíritu precientífico la malignidad es sustantificada y las investigaciones obturadas. Las respuestas y certidumbres están dadas a priori. Este es el caso del SAP. 
La Escala de Validación del abuso o SAL que ideó Gardner adolece de muchos problemas metodológicos, en sus parámetros y en sus puntuaciones los cuales miden un único enfoque. Esto es: está basada enteramente en la observación personal del autor de un desconocido número de casos observados en una práctica forense. Aunque las referencias aluden a estudios llevados a cabo entre 1982 y 1987 estos nunca fueron publicados, no fueron reportados, no fueron validados por pares (peer review) y son de validez desconocida. El SAP sería, entonces, el producto de pruebas anecdóticas recogidas por Gardner en su consulta privada. Además junto a la falta de evidencia científica se muestra la presencia de secuencias lógicas inválidas en los argumentos.

### Diagnóstico del SAP
Según el doctor Antonio Escudero Nafs, expresidente de la Asociación Madrileña de Salud Mental (Asociación Española de Neuropsiquiatría), la hipótesis del SAP entra en conflicto con varias cuestiones metodológicas importantes: • Los criterios diagnósticos del SAP son ambiguos e indefinidos. • Describe un conjunto de signos plurívocos, es decir, que no responden a una etiología u origen común y por tanto a una enfermedad definida que los cause. • Para definirlo como síndrome recurre, sin ninguna secuencia lógica, a analogías con enfermedades orgánicas. Pero el método científico no admite analogías - la propiedad de un concepto, objeto o suceso que se aplica a otro - como prueba argumental. El razonamiento por analogía no es una inducción válida en ciencias. • El mecanismo de acción se da por probado y es a su vez una premisa para una deducción lógica, por lo tanto se trata de una falacia.• Gardner no incorpora definiciones operativas de los síntomas sino descripciones sobre la función que representan en la campaña de denigración. • Las manifestaciones del niño se traducen falsamente como síntomas clínicos.• Gardner encuentra una sola causa del rechazo de un progenitor por parte de un niño: el lavado de cerebro. La frontera con otras patologías es clara y precisa, el cuadro, según sus palabras, es obvio, uno de los más puros en psiquiatría y muy fácil de diagnosticar ya que cualquiera que lo vea lo reconocería inmediatamente.
- La atribución de pureza pertenece al campo de lo evidente, al mundo natural. El pronóstico es siempre el mismo. Esto contradice todos los criterios médicos de la imposibilidad de univocidad en la interpretación de un síntoma en la conducta: para la medicina el síndrome siempre plurietiológico, es decir que un mismo síntoma puede ser producido por diversas causas. 
 Ante un mismo síntoma distintos médicos pueden diagnosticar diferentes enfermedades porque la clínica es cambiante y las fronteras con otras patologías siempre difusas por eso los diagnósticos diferenciales son siempre discutibles y el pronóstico es variable.
- Para la psiquiatría los procesos mentales están en continuo movimiento y nunca fijos, pero para el SAP la alienación es tratada como un proceso mental crónico, sin movimiento y fijo.
- El conjunto de ocho síntomas del SAP se considera válido para todas las edades obviándose el complejo desarrollo cognitivo del niño.
- En ningún momento se contemplan variables básicas como la capacidad de representación, el desarrollo del lenguaje, el papel del juego, el desarrollo de la capacidad de pensamiento, la comprensión de la realidad y la fantasía, la construcción de hipótesis sobre la realidad, las relaciones con los otros, el desarrollo moral o el progresivo conocimiento del mundo social. El niño que se evalúa en el SAP es el mismo desde su nacimiento.
- Si a diferencia del resto de los síndromes psiquiátricos el SAP es fácilmente diagnosticable, puro y tiene una causa única, toda la complejidad de la psique humana ha sido simplificada al máximo borrando las contribuciones de Jean Piaget, Lev Vygotski, René Spitz, Margaret Mahler, Melanie Klein, Anna Freud , Mary Ainsworth, Donald Winnicott, John Bowlby, Serge Lebovici, Julián de Ajuriaguerra, René Diatkine, Didier Anzieu, Erik Erikson, y todos los autores que han contribuido al conocimiento del desarrollo infantil.
- El mecanismo patógeno de adoctrinamiento y lavado de cerebro no se explica. Se lo da por sentado como premisa básica a partir de la cual se asume deductivamente una conclusión, sin ninguna secuencia lógica previa.

### El diagnóstico del SAP no es médico sino jurídico
El SAP no es diagnosticado fuera de un litigio por custodia. Su argumentación tiene como primer objetivo pragmático la aceptación de sus ideas en los tribunales y no un tratamiento médico. Se supone al SAP un intento de medicalizar lo que es una lucha de poder por la custodia de un hijo. Según Andrés Montero, Presidente de la («Sociedad española de psicología de la violencia». Archivado desde el original el 4 de noviembre de 2013. Consultado el 2 de octubre de 2011.) y profesor de la Universidad Autónoma de Madrid la perdurabilidad del SAP en contra de toda evidencia científica responde a que es un artefacto psico-jurídico diseñado con propósitos misóginos instrumentado por maltratadores en relaciones de violencia para desacreditar el rechazo justificado que sienten ciertos niños hacia su agresor.
Gardner propone que siempre que un menor realice una acusación de abuso sexual contra su padre el profesional que lo atiende averigüe si sus padres se están divorciando en cuyo caso posiblemente la denuncia sea falsa. En este contexto el SAP se convierte en una herramienta para litigar que desacredita las acusaciones de abusos sexuales a los menores lanzándose al ataque en contra del progenitor inductor culpabilizando a las madres de las conductas de sus hijos dando por hecho que las mujeres y los niños mienten.
El diagnóstico diferencial entre SAP leve, moderado y severo respecto al alienador se basa fundamentalmente en si se opone judicialmente a las solicitudes del progenitor alienado. El objetivo al definirlo como síndrome médico es justificar su admisión en juicios como diagnóstico pericial. La aceptación del diagnóstico, pone en marcha automáticamente la terapia de la amenaza, fin último del SAP. Es condición para su utilidad judicial que el síndrome sólo pueda ser atribuible a una causa única. Paradójicamente cualquier intento del progenitor diagnosticado de actuar legalmente o de probar la inexistencia de su SAP confirma su condición de alienador. La identificación de un único progenitor y un niño como patológicos sirven de justificación judicial para el cambio de custodia como terapia.
Juristas, psiquiatras y asociaciones de mujeres alertan sobre las consecuencias que tiene aceptar la existencia del SAP en los expedientes jurídicos. A partir de ahí, cualquier cosa que diga la persona diagnosticada será considerada un síntoma y, por tanto, deja de tener validez.

#### Legislación en Colombia
A raíz del debate público y en la ciencia acerca de la alienación parental, la Corte Constitucional colombiana a través de la sentencia T-526 de 2023. prohibió la utilización de este término como argumentación jurídica. Particularmente, la decisión de la Corte Constitucional está fundamentada en la falta de sustento y respaldo de la ciencia de la existencia de este síndrome, en conjunto con un análisis crítico con perspectiva de género y un enfoque diferencial para proteger a las infancias

### Acusaciones de abuso sexual
La veracidad de las acusaciones de maltrato o de abuso sexual infantil es algo que debe decidir un juez en un juicio. Los peritos psiquiátricos no estarían en condiciones de decidir si el hecho ocurrió realmente o no.[cita requerida] Se le cuestiona a Gardner que confundió un rechazo infantil hacia un progenitor con un síndrome médico, un problema de relación y vínculo paterno-filial con un trastorno psiquiátrico infantil. En vez de investigar los motivos del rechazo del niño hacia su padre, Gardner (y el SAP) da por supuesto que este niño fue influenciado por un adulto ya que no considera natural que un niño pueda rechazar a su progenitor. La bondad del padre alienado es una premisa dada y necesaria para el cambio de custodia y no se cuestiona.
Gardner se muestra preocupado por el alarmante aumento de acusaciones de abuso sexual contra los pares biológicos sin aportar ningún estudio estadístico, solo basándose en la percepción de su propia experiencia. Un extenso estudio de Thoennes, Pearson y Tjaden de la Association of Family and Conciliation Courts Research Unit concluye que no se puede decir que las denuncias de abuso aumenten durante los divorcios y cuestiona que sean más frecuentes las acusaciones de abuso sexual en los divorcios.
Las hipótesis de Gardner se basan en el supuesto de que en casos de disputa por la custodia existe una alta incidencia de acusaciones de falsas de abuso sexual infantil mientras que las estadísticas conocidas hasta el momento prueban lo contrario: solo en el 2% de los divorcios controvertidos aparecen acusaciones de abuso sexual, tasa mucho menor que la que aparece en matrimonios no divorciados. El estudio de Thoennes, Pearson y Tjaden muestra que de este 2% aparecieron falsas acusaciones solo en un 5% de los casos. En un exhaustivo estudio del Departamento de Trabajo Social y Servicios Humanos de la Universidad de Monash (Clayton, Victoria, Australia), llevado a cabo en Australia en el Tribunal de familia de Canberra y Melbourne, concluyeron que no se puede decir que las denuncias de abuso aumenten durante los divorcios.
Según Merrilyn McDonald los profesionales que dicen que aumentan las denuncias durante un divorcio no han aportado data empírica y por lo tanto no pueden ser tomados en cuenta ya que la investigación científica muestra lo contrario. La doctora Kathleen C. Faller sostiene que los autores y la prensa que han afirmado que las acusaciones de abuso sexual son más frecuentes durante los divorcios no presentan ninguna información, investigación o estudio sobre el tema. Ella revisa ampliamente la bibliografía científica sobre el tema y demuestra que no aumentan las falsas denuncias y ni siquiera las denuncias durante los divorcios controvertidos. Otros autores que han revisado la bibliografía científica y la literatura empírica al respecto llegan a las mismas conclusiones.

En declaraciones a Europa Press, la pediatra Dolores Aguilar dijo que el SAP lo único que hace es negar las causas reales del rechazo hacia el padre, que muchas veces están en las propias vivencias negativas del menor.
Otros autores que han revisado la bibliografía científica y la literatura empírica al respecto llegan a las mismas conclusiones.

Organizaciones que trabajan en temas de abuso sexual infantil o violencia doméstica en distintos países alertan sobre los riesgos de la utilización del SAP en los juicios por custodia en divorcios debido a las consecuencias que acarrea no por el mal uso del SAP sino por sus fundamentos teóricos mismos: 
El descreimiento de la palabra de los niños y la demonización de las mujeres.

### Transgresiones a la ética profesional
Para Gardner la discriminación de la verdad o falsedad del abuso queda a criterio del perito psicólogo o psiquiatra. Gardner propone que el tratamiento del SAP lo realice el mismo perito que diagnostica el SAP. El secreto profesional no existe para el SAP. Que el mismo profesional realice el tratamiento y la falta de confidencialidad se consideran graves faltas a la ética. Según los códigos de ética de los psicólogos y psiquiatras en los países occidentales el profesional que testifica como perito en un juicio debe ser imparcial y no puede realizar un tratamiento psicoterapéutico a las partes del juicio. Cuando un psicólogo testifica como perito en un caso de maltrato o abuso sexual informa sobre lo que observó en el niño pero no puede expedirse sobre la veracidad o no del abuso sexual ni a favor de quien debería ser otorgada la custodia. La Guía para evaluaciones en custodia infantil durante litigios en divorcios de la Asociación Psicológica de los Estados Unidos también afirma que el psicólogo debe ser un experto profesional que debe mantenerse imparcial y no actuar como juez. Además el psicólogo debe recabar información de otros adultos cercanos al niño, algo que Gardner prohíbe estrictamente alegando que el síndrome afecta también al entorno del niño.

Según el Código Internacional de Ética Médica el médico debe guardar el secreto absoluto de todo lo que conoce acerca de su paciente, incluso después de que éste haya muerto. Está prohibido revelar datos del tratamiento que se encuentran bajo estricto secreto profesional, el profesional que lo infringe es expulsado de las sociedades de pares y puede perder su licencia.

Las amenazas sobre los niños, la coacción y la coerción legal, los punitivos de encierro o aislamiento, la prohibición de contacto entre un niño pequeño y su madre, la eliminación de sus derechos y la falta de confidencialidad son motivos suficientes como para que profesionales de la salud mental consideren el tratamiento del SAP una mala praxis. Para la Asociación de Psiquiatras Argentinos (APSA), los psiquiatras deben cumplir las normas nacionales e internacionales para llevar a cabo sus investigaciones. Una investigación que no se lleva a cabo de acuerdo con los cánones de la ciencia no es ética. Las supuestas investigaciones de Gardner nunca fueron publicadas ni validadas por pares.

### Acusaciones de machismo
Se le cuestiona la adjudicación del papel de progenitor alienador siempre a la madre y no al padre. Se le critica la identificación de un único progenitor y un niño como patológicos (el padre siempre es asumido como la parte sana, sin ninguna evaluación psicológica) y la justificación judicial del cambio de custodia de la madre hacia el padre como terapia. Para algunos autores el SAP colabora en la construcción de un estereotipo social de la madre malvada, manipuladora y vengativa dispuesta a todo con tal de separar a un padre bondadoso de sus hijos. Se cuestiona que el SAP sostiene el principio de inocencia para los acusados de abuso pero el de culpabilidad para las acusadoras. La mujer aparece como el factor etiológico del SAP y su causa principal. Todo lo que se diga la parte alienadora, hable o actúe se considera síntoma y confirmación constante del propio diagnóstico. El SAP presenta a las madres como constantes inventoras y generadoras de denuncias de abuso sexual.
Sin embargo, según un informe oficial de denuncias de abuso sexual infantil en los Estados Unidos el 78% de las denuncias de abuso fueron realizadas por profesionales, organismos estatales, docentes y trabajadores de la salud mientras que solo el 28% fueron realizadas por el padre, la madre, otros familiares, vecinos o anónimos. Las madres realizaron una ínfima cantidad de las denuncias.
Algunos activistas por los derechos de la mujer cuestionan la aplicación del concepto como un invento del «machismo», arguyendo que no es sino una estrategia de personas antifeministas para defender la idea tradicional de familia donde el padre varón ejerce poder sobre las mujeres y niños.

### Vulneración de los derechos del niño
La utilización del SAP como argumento puede tener graves consecuencias para los niños que buscan protección y defensa legal en los juzgados.
El diagnóstico presupone que los menores mienten, no se respeta sus manifestaciones y se minimizan situaciones de abuso y maltrato. No se da credibilidad a las manifestaciones de los niños ni de sus madres. Se da por sentado que los buenos recuerdos del padre son verdaderos y los malos recuerdos del niño son falsos. Son motivo de diagnóstico del SAP tanto que el niño de razones muy vagas sobre su rechazo como si da motivos específicos y describe abusos horribles de una forma muy convincente. Se le critica al SAP que se fundamente en una concepción pre patronal del niño sin palabra propia, alienable y proclive a renunciar a sus afectos por presión de otros.
Aunque la realidad psíquica de los padres modela la de sus hijos ésta nunca es modelada en forma pasiva. A pesar de la fundamental influencia materna en la mente de un niño éste no es una tabla rasa y no es posible que ella tenga el poder de borrar de la memoria de su hijo recuerdos agradables e insertar falsos recuerdos desagradables. Cuando existe un padre que ha brindado cariño y protección no se puede lograr que un hijo deje de amarlo. Se critica la terapia propuesta por vejatoria de la concepción del niño como sujeto de derechos. Se le cuestiona que vulnera los derechos aprobados por la Convención sobre los Derechos del Niño al promover el aislamiento y la coerción como técnica terapéutica. La salida de los niños del hogar materno para ir a vivir con un padre al que temen deja una huella traumática que dura muchos años. Los psicólogos alertan sobre los intentos inadecuados de revinculación con el progenitor incestuoso que coloca al niño en situación de vulnerabilidad y desprotección.

### Críticas desde el feminismo
Se le cuestiona la adjudicación del papel de progenitor alienador siempre a las madres y no al padre. Se le critica la identificación de un único progenitor y un niño como patológicos (el padre siempre es presupuesto, sin ninguna evaluación psicológica, la parte sana) y la justificación judicial del cambio de custodia de la madre hacia el padre como terapia. Para algunos autores el SAP colabora en la construcción de un estereotipo social de la madre malvada, manipuladora y vengativa dispuesta a todo con tal de separar a un padre bondadoso de sus hijos. Se cuestiona que el SAP sostiene el principio de inocencia para los acusados de abuso pero el de culpabilidad para las acusadoras.
- La mujer aparece como el factor etiológico del SAP y su causa principal.
- Todo lo que se diga la parte alienadora, hable o actúe se considera síntoma y confirmación constante del propio diagnóstico.
- El SAP presenta a las madres como constantes inventoras y generadoras de denuncias de abuso sexual.

Según un informe oficial de denuncias de abuso sexual infantil en los Estados Unidos el 78% de las denuncias de abuso fueron realizadas por profesionales, organismos estatales, docentes y trabajadores de la salud mientras que solo el 28% fueron realizadas por el padre, la madre, otros familiares, vecinos o anónimos.
Algunos grupos feministas cuestionan la aplicación del concepto como un invento del «neomachismo». Denuncian que, en la mayoría de los casos, las situaciones donde se alega SAP suelen tener como causa la violencia de género o contra la mujer (en este caso las madres), y que los hijos no hacen sino expresar la situación que viven ellos por causa de las agresiones de los padres (varones). Por otro lado, arguyen que no es sino una estrategia de los grupos antifeministas para defender la idea tradicional de familia donde el padre varón ejerce poder sobre las mujeres y niños (el patriarcado).